# オランダ統治時代の台湾

フォルモサ
Formosa (オランダ語)
福爾摩沙 (中国語)

台湾の地図
紫色の地域がオランダ領

オランダ統治時代の台湾（オランダとうちじだいのたいわん）は、オランダの東インド会社が台湾島南部を制圧した1624年から、鄭成功の攻撃によってオランダ東インド会社が台湾から完全撤退した1662年までの38年間を指す。

## 背景
15世紀から16世紀にかけてヨーロッパで大航海時代を迎え、インドへの新航路開拓が進み、ヨーロッパとアジアの距離は大幅に短縮された。台湾もこの国際情勢に組み込まれ、世界史に登場することとなった。

## ポルトガルによる台湾"発見"

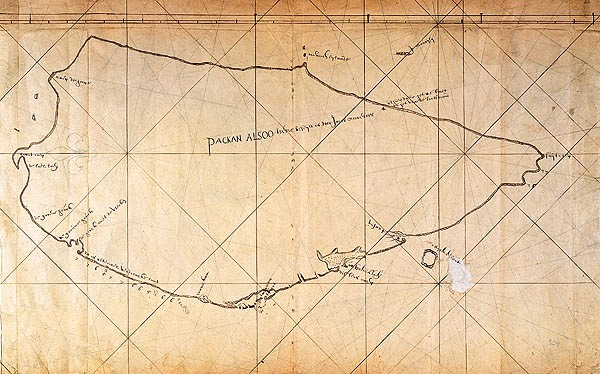
1625年にオランダ人によって描かれた台湾全島図。この地図以前は台湾は3つの諸島として描かれており、台湾を1つの島と扱った最初の地図である。

16世紀中期、ポルトガル船が台湾近海を通過した際、船員が偶然水平線に緑に覆われた島を"発見"した。船員はその美しさに思わず「Ilha Formosa（ポルトガル語で「美しい島」の意味）
」と叫んだことから、台湾に「フォルモサ」の名称が付けられ、ヨーロッパに台湾の存在を紹介されるようになった。
台湾"発見"に関しての年代については諸説あり、コッパー(Cooper)の1517年、王育徳の1541年前後、国立故宮博物院の1542年、頼建国の1544年、中村孝志の1557年と諸説存在した。しかし台湾の歴史学者曹永和により1554年にロポ・ホーメンにより作成された地図の中に、琉球諸島南方に「I. Fremosa」の委細があることから1554年以前であることが判明している。
ポルトガル人は台湾に最初に到達したが、台湾との関係は原住民とのアヘンを介している小規模交易に留まり、植民地経営までは考慮しなかった。重商主義時代の台湾に最初に本格的な進出を行なったのはオランダであった。

## オランダとスペインの抗争

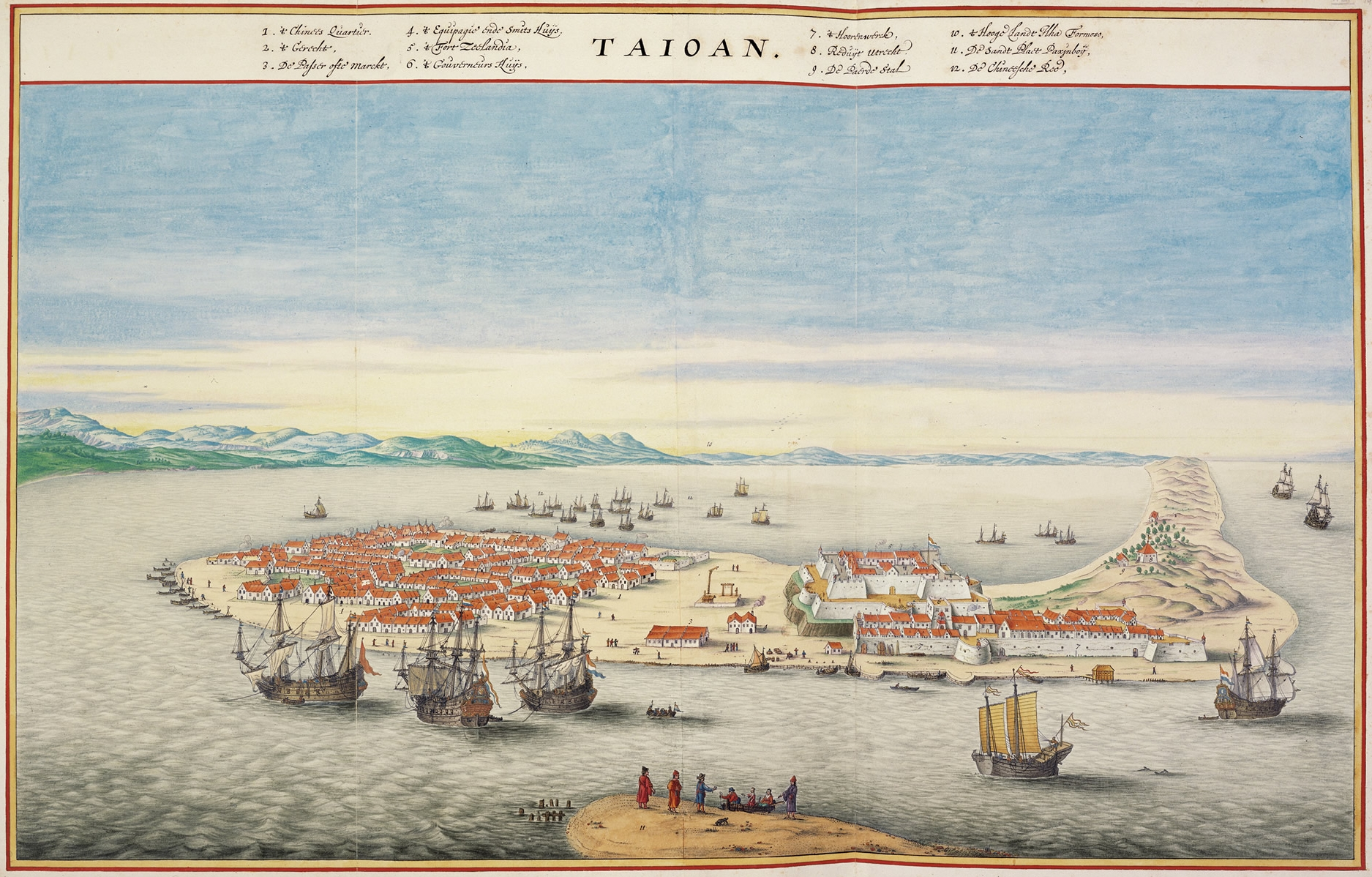
台南市の安平古堡（1624年）

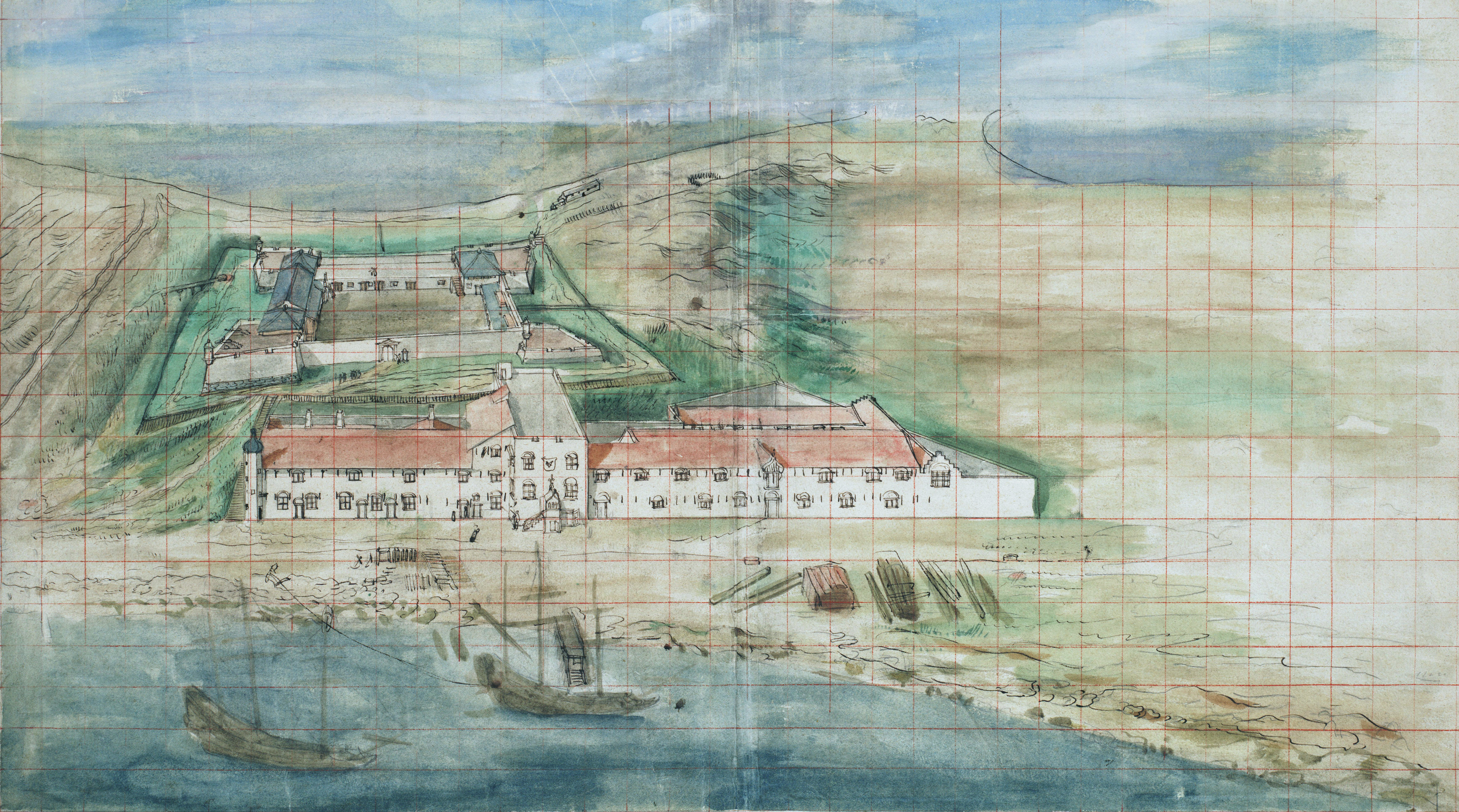
『熱蘭遮城及び長官官邸鳥瞰図』1635年ころ

1622年、オランダ東インド会社(The Dutch East India Company)はまず明の支配下にあった澎湖を占拠し、東アジアでの貿易拠点を築いた。その後1624年には明軍と8ヶ月に渡る戦火を交えた（en:Dutch pacification campaign on Formosa）。両国の間で和議が成立し、明は澎湖の要塞と砲台を破棄し、オランダ人が台湾に移ることを認めた。このようにして台湾を占拠することとなったオランダ人は、一鯤鯓（現在の台南市安平区）に熱蘭遮城(Zeelandia)を築城し、台湾統治の中心とした。
オランダによる統治が開始されると、フィリピンルソン島を拠点としていたスペイン人が台湾進出を試み、1626年に台湾北部の鶏籠（現在の基隆）を占拠、社寮島（現在の和平島）にサン・サルバドル城（聖薩爾瓦多城）」を築城し、蛤仔難（現在の宜蘭）に進出、滬尾（現在の淡水）にサント・ドミンゴ城（紅毛城）を築城した。台湾南部を中心に活動していたオランダ東インド会社は日本への進出を試みたが、北部を占拠するスペインの勢力に妨害され進捗を見なかった。閉塞状態の打破のために1642年、オランダは鶏籠に艦隊を派遣しスペイン人勢力を台湾から駆逐した。
このようにしてオランダの植民地となった台湾であるが、1652年、郭懷一を領袖とする漢族系移民の大規模な反乱が発生した。反乱は間もなく鎮圧されたが、事件により1万人以上の漢族系住民が殺害されたとされている。

## オランダ統治の終焉
1661年から「抗清復明」の旗印を掲げた鄭成功の攻撃を受け、翌1662年には最後の本拠地要塞であるゼーランディア城も陥落したために、進出開始から38年で台湾から駆逐され、鄭氏政権の幕開けとなった（ゼーランディア城包囲戦）。1662年に東インド会社を台湾から駆逐した鄭成功は、台湾独自の政権を打ち立てて台湾開発を促進する基礎を築いたことから、台湾人の精神的支柱「開発始祖」「民族の英雄」と評価されている。

## 歴史的意義

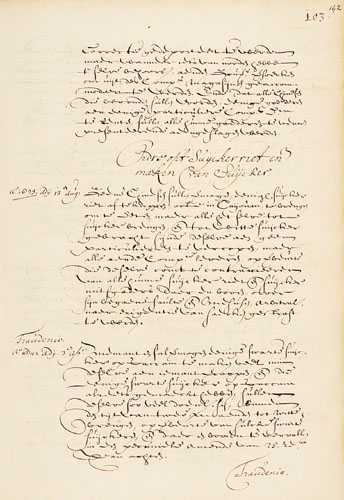
『台湾告令集』／17世紀

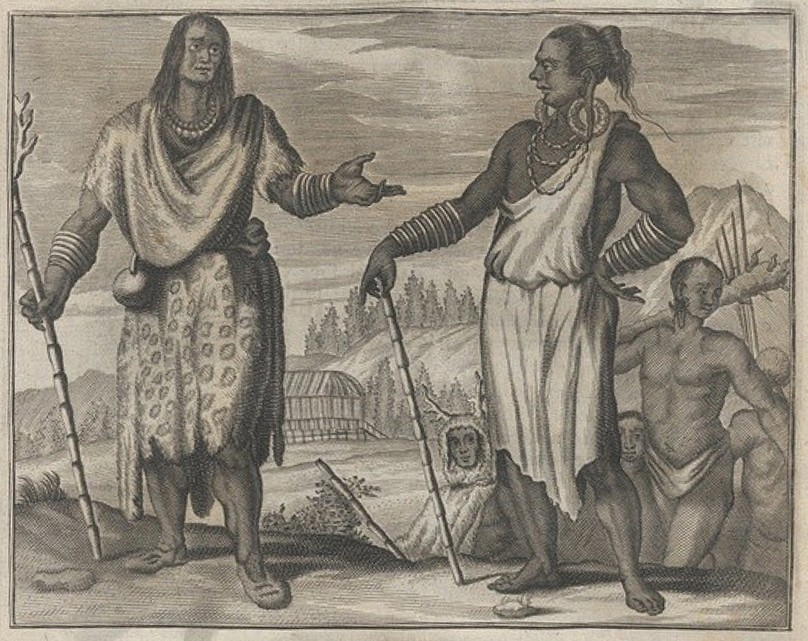
オランダ人に描かれた台湾原住民（1670年）

オランダによる統治に対する評価としては、第一に熱蘭遮城を中心とした植民地国家として、台湾で最初の系統的な政権が誕生したことがあげられる。オランダ統治機構はその後の台湾統治者に対しても少なからずの影響を与えている。それ以外にはオランダ統治以前には顕著な活動を行なっていなかった漢人移民であるが、オランダ人は福建省、広東省沿岸部から大量の漢人移住民を労働力として募集し、彼らに土地開発を進めさせることでプランテーションの経営に乗り出そうとした。その際に台湾原住民がオランダ人を「Tayouan」（現地語で「来訪者」の意）と呼んだことから「台湾（Taiwan）」という名称が誕生したという説もある。
オランダ統治以前にも漢人移民は存在したという見解もあるが、当時の漢人移民の活動地域は澎湖諸島に限定されており、また人数も数千人規模であった。これは明朝が海禁政策を実施し移民を禁じたこと、台湾部落社会での生産能力が乏しく大量の漢人移民を受け入れる社会的基盤が成立していなかった等の理由によるものである。
それ以外の影響としては、オランダ統治期間中、原住民に対し教化政策を採用し、ローマ字による言語教育が実施され、それは新港文書などの成果をもたらし、その影響はオランダ統治期間のみならず、19世紀の台湾の社会にまで影響を与えた。また経済的にはヨーロッパよりもたらされた重商主義により、本来自給自足的な農業、漁労中心の経済活動であった台湾に本格的な商業を発生させたという点があげられる。

## オランダ行政長官一覧
| 代     | 氏名                                           | オランダ語表記            | 漢字表記        | 着任年 | 退任年 |
| ------ | ---------------------------------------------- | ------------------------- | --------------- | ------ | ------ |
| 初代   | マーチヌス・ソンク                             | Martinus Sonck            | 宋克            | 1624年 | 1625年 |
| 第2代  | ジェラード・ウィッチ                           | Gerard F. de With         | 偉斯            | 1625年 | 1627年 |
| 第3代  | ピーテル・ノイツ                               | Pieter Nuyts              | 彼得·奴易茲     | 1627年 | 1629年 |
| 第4代  | ハンス・プットマンス                           | Hans Putmans              | 漢斯·普特曼斯   | 1629年 | 1636年 |
| 第5代  | ヨハン・ヴァン・ディア・ブルフ                 | Johan Van Der Burg        | 徳包爾          | 1636年 | 1640年 |
| 第6代  | パウルス・トラウデニス                         | Paulus Traudenius         | 保羅·杜拉弟紐司 | 1640年 | 1643年 |
| 第7代  | マクシミラン・マイル                           | Maximilian Ie Maire       | 麦爾            | 1643年 | 1644年 |
| 第8代  | フランソワ・カロン                             | Francois Caron            | 加龍            | 1644年 | 1646年 |
| 第9代  | ピーテル・アントニスゾーン・オーフルトワーテル | Pieter A. Overwater)      | 欧沃徳          | 1646年 | 1649年 |
| 第10代 | ニコラス・フェルブルフ                         | Nicolas Verburg           | 費爾勃格        | 1649年 | 1653年 |
| 第11代 | コーネリス・カーサー                           | Cornelis Caesar           | 凱撒            | 1653年 | 1656年 |
| 第12代 | フレデリック・コイエット                       | Frederick Coyet           | 揆一            | 1656年 | 1662年 |
| 第13代 | ハーマン・クランク（着任せず）                 | Harmen Klenck Van odessen | 柯蘭克          | 1661年 | 1661年 |

## 行政区画
- 北部地方会議区
- 南部地方会議区
- 卑南地方会議区
- 淡水地方会議区